# Bivouac
Bivouac è il secondo album in studio del gruppo musicale statunitense Jawbreaker, pubblicato nel 1992.

## Tracce
1. Shield Your Eyes – 3:10
2. Big – 5:06
3. Chesterfield King – 3:55
4. Sleep – 4:06
5. Donatello – 3:03
6. Face Down – 3:06
7. P.S. New York Is Burning – 5:08
8. Like a Secret – 4:11
9. Tour Song – 4:39
10. You Don't Know... (Joan Jett cover) – 2:35
11. Pack It Up (The Pretenders cover) – 2:51
12. Parabola – 3:06
13. Bivouac – 10:06